# Gauthier Destenay
Gauthier Destenay és un arquitecte belga, marit del primer ministre de Luxemburg Xavier Bettel.

## Vida personal

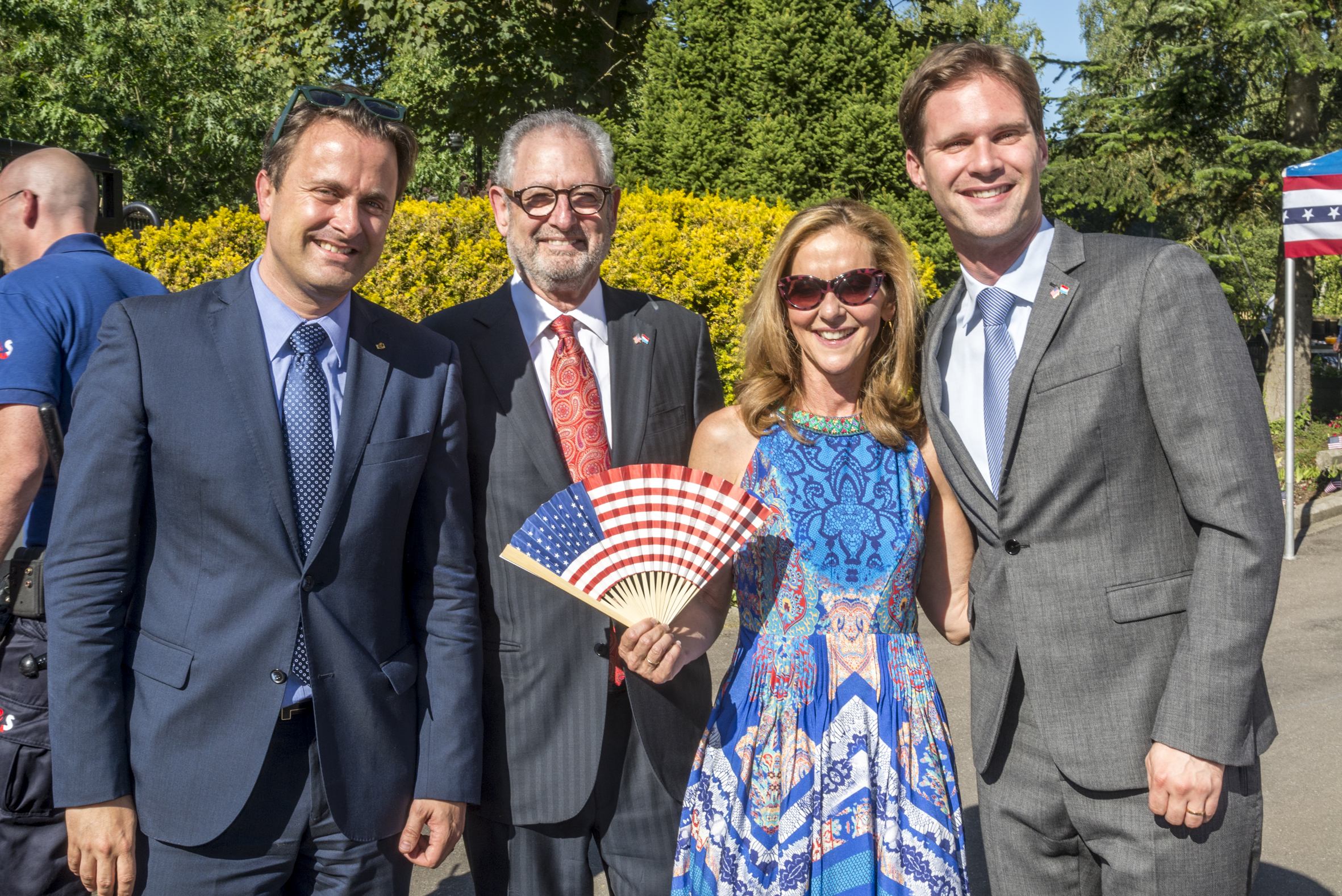
Xavier Bettel (esquerra) i Destenay (dreta) amb l'exambaixador estatunidenc a Luxemburg Robert A. Mandell i la seva muller, Julie Mandell.

Destenay és belga i treballa com a arquitecte associat a la firma belga-luxemburguesa A3 Architecture des de 2013. Es va llicenciar en arquitectura per la Universitat de Lieja l'any 2003.
Bettel va declarar públicament la seva homosexualitat el 2008. Ha estat en una unió civil amb Bettel des de 2010. Destenay ha aparegut juntament amb Bettel en molts esdeveniments oficials, incloent-hi el casament del gran duc hereu de Luxemburg i Stéphanie de Lannoy. Destenay va demanar la mà de Bettel en matrimoni l'agost de 2014. Es van casar el 15 de maig de 2015 en una cerimònia privada oficiada per l'alcaldessa de Luxemburg, Lydie Polfer, en presència d'uns 250 convidats. Bettel es va convertir en el primer cap de govern de la Unió Europea a casar-se amb una parella del mateix sexe. A les noces també hi van assistir Elio Di Rupo, exprimer ministre belga, que va ser el primer cap de govern obertament gai de la Unió Europea. La cerimònia va ser seguida per una recepció de 500 convidats al Cercle Municipal.
Destenay va guanyar atenció a les xarxes socials quan va aparèixer com l'únic cònjuge masculí en un retrat grupal de cònjuges i parelles dels líders mundials a la cimera de l'OTAN de 2017. Encara que van assistir-hi altres quatre cònjuges homes, cap d'ells apareixia a la fotografia. El nom de Destenay va ser omès del títol d'una foto de Facebook publicada per la Casa Blanca, tot i que tots els altres cònjuges eren etiquetats correctament. Posteriorment, es va editar la publicació després d'acusacions d'homofòbia.